# Hans Lund
Hans J. „Tuna“ Lund (* 23. September 1950 in San José, Kalifornien; † 6. November 2009 in Mound House, Nevada) war ein professioneller US-amerikanischer Pokerspieler und zweifacher Braceletgewinner der World Series of Poker.

## Pokerkarriere

### Werdegang
Lund begann 1977 Pokerturniere zu spielen. Ein Jahr später gewann er bei der World Series of Poker (WSOP) 1978 in Las Vegas ein Bracelet in der Variante No Limit Hold’em. Ein Jahrzehnt später wurde er im selben Event Zweiter. Bei der WSOP 1990 unterlag er beim Main Event im Heads-Up gegen Mansour Matloubi und sicherte sich 334.000 US-Dollar. Bei der WSOP 1996 gewann Lund sein zweites Bracelet im Ace to Five Draw. Ein Jahr später, 1997, gab er zwar seinen Rücktritt vom Pokersport bekannt, nahm danach aber noch mehrmals an diversen Turnieren der WSOP teil. Seine letzte Geldplatzierung erzielte er im Februar 2009.
Insgesamt hat sich Lund mit Poker bei Live-Turnieren knapp 3 Millionen US-Dollar erspielt. Er war geschieden, hatte aber das Sorgerecht für seine beiden Kinder. Ursprünglich wollte er seine Karriere fortsetzen, wenn seine Kinder älter sind. Der Amerikaner starb im November 2009 im Alter von 59 Jahren an Krebs.

### Braceletübersicht
Lund kam bei der WSOP 22-mal ins Geld und gewann zwei Bracelets:
| Jahr | Buy-in (in $) | Turnier                  | Teilnehmer | Preisgeld (in $) |
| ---- | ------------- | ------------------------ | ---------- | ---------------- |
| 1978 | 1500          | No Limit Hold’em Non-Pro | 052        | 46.800           |
| 1996 | 1500          | Limit A-5 Draw Lowball   | 119        | 71.400           |